# Административное деление Астрахани

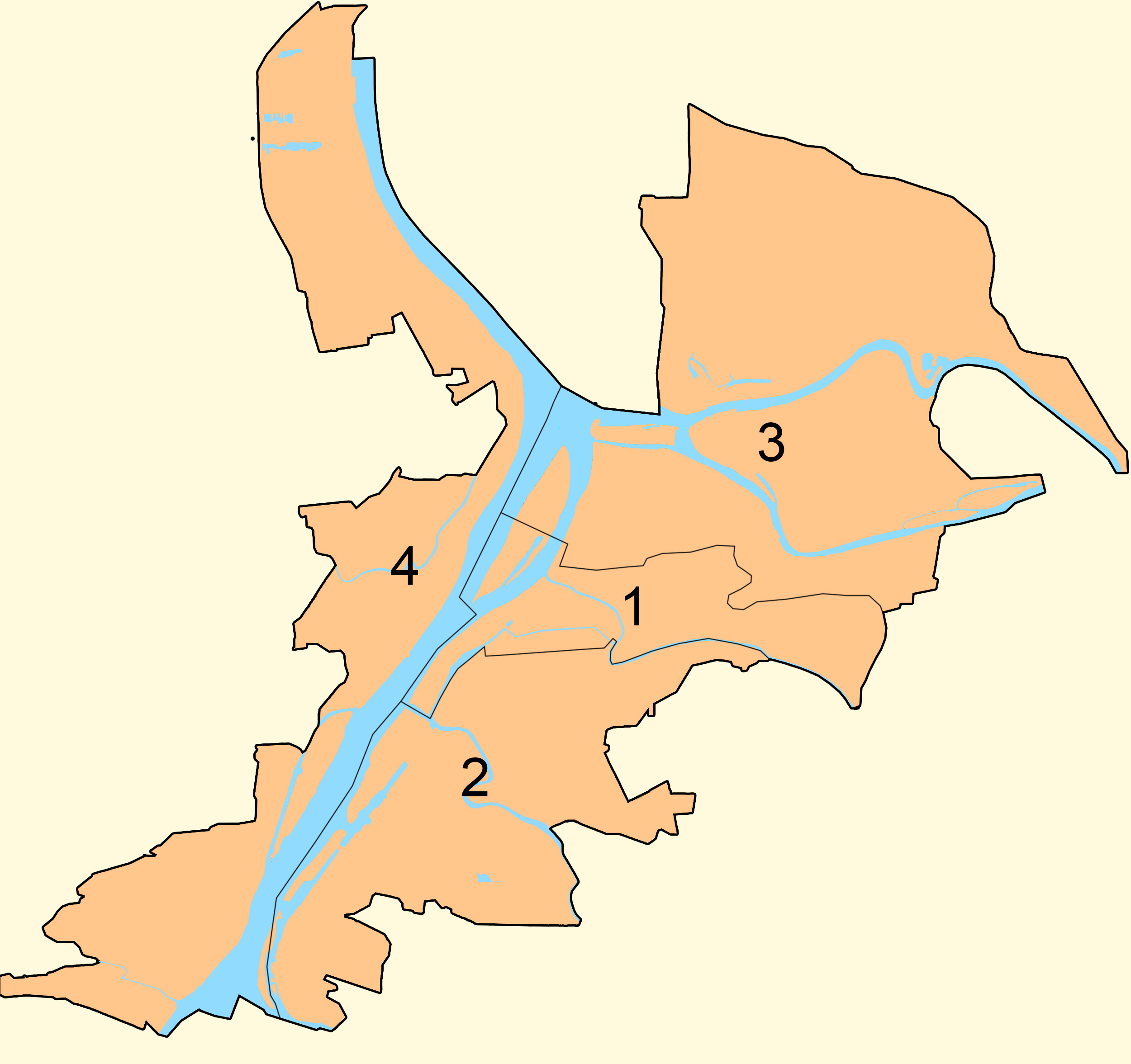
Районы Астрахани

Город Астрахань, административный центр одноимённой области, делится на 4 района города. 
Районы города как внутригородские административные единицы не являются муниципальными образованиями.
В рамках административно-территориального устройства Астрахань является городом областного значения.
В рамках местного самоуправления город составляет единое муниципальное образование город Астрахань со статусом городского округа.

## Районы города
| № на карте | Название   | Площадь, км² | Население, чел. | Плотность населения, чел. / км² | Код ОКАТО  |
| ---------- | ---------- | ------------ | --------------- | ------------------------------- | ---------- |
| 1          | Кировский  | 17,6         | ↘107 355        | 6704,3                          | 12 401 367 |
| 2          | Советский  | 100,0        | ↘127 721        | 1513,6                          | 12 401 381 |
| 3          | Ленинский  | 200,0        | ↘137 757        | 739,8                           | 12 401 372 |
| 4          | Трусовский | 76,0         | ↘102 796        | 1515,8                          | 12 401 383 |

## История
16 января 1929 года постановлением Президиума Нижне-Волжского крайисполкома Астрахань была разделена на 3 района: Трусовский, Эллингский, Болдинско-Свободинский. В 1929 году последний был переименован в Селенский, 24 сентября 1931 года постановлением Президиума Астраханского горсовета он же был переименован в Микояновский, а территория Эллингского района передана в административное подчинение горсовету. 
22 мая 1936 года помимо Трусовского и Микояновского в городе постановлением Пленума Астраханского горсовета было создано два новых района: Кировский и Сталинский за счет территории, ранее подчиненных горсовету. 12 марта 1946 г. Указом Президиума Верховного Совета РСФСР в Астрахани были образованы еще 2 новых района: Ленинский и Первомайский за счет разукрупнения территории Кировского и Сталинского районов. В 1948 году Указом Президиума Верховного Совета РСФСР Первомайский район был ликвидирован в пользу Сталинского района, а в 1956 году ликвидированы Микояновский и Сталинский районы и в 1959 году — Ленинский, Кировский, Трусовский. Таким образом в 1959 — 1962 годах город на районы не делился.
В 1962 года Указом Президиума Верховного Совета РСФСР в Астрахани вновь вводится районное деление: 30 марта 1962 появился Трусовский, 12 июля 1962 — Ленинский и Кировский, а 21 февраля 1975 года — Советский (за счет части территории Кировского и Ленинского районов).